# Padeški Vrh
Padeški Vrh este o localitate din comuna Zreče, Slovenia, cu o populație de 137 de locuitori.